# Aleksandar Bakić
Aleksandar Bakić (srbsko Александар Бакић), srbski general in veterinar, * 17. avgust 1915, † ?.

## Življenjepis
Pred vojno je diplomiral na beograjski Veterinarski fakulteti. Leta 1934 je postal član SKOJ in leta 1941 je postal član NOVJ in KPJ. Med vojno je bil vodja Obveščevalnega odseka 2. in 4. vojvodinjske brigade, 36. divizije, 12. korpusa, Generalštaba NOV Vojvodine in 3. armade.
Po vojni je končal šolanje na Višji vojaški akademiji JLA, kjer je pozneje postal načelnik Katedre obveščevalne službe. Bil je tudi vojaški ataše v Indoneziji, pomočnik poveljnika Pokrajinskega štaba narodne obrambe SAP Vojvodine,...

## Odlikovanja
- Red bratstva in enotnosti
- Red zaslug za ljudstvo